# Bíblia Maciejowski

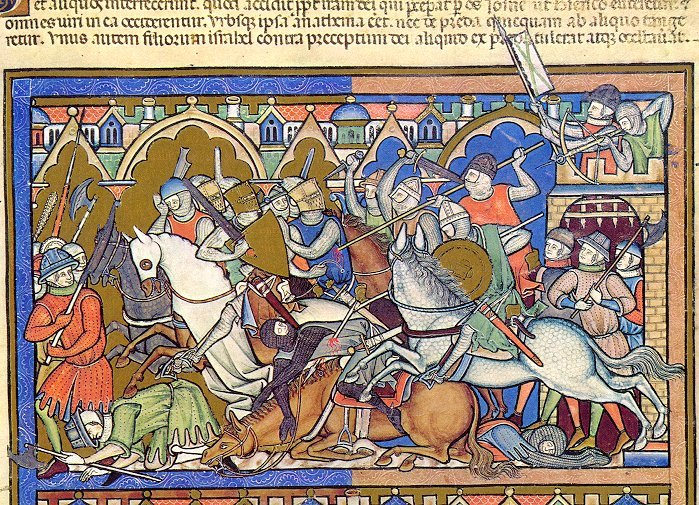
Els israelites són rebutjats de Ai (fol. 10R).

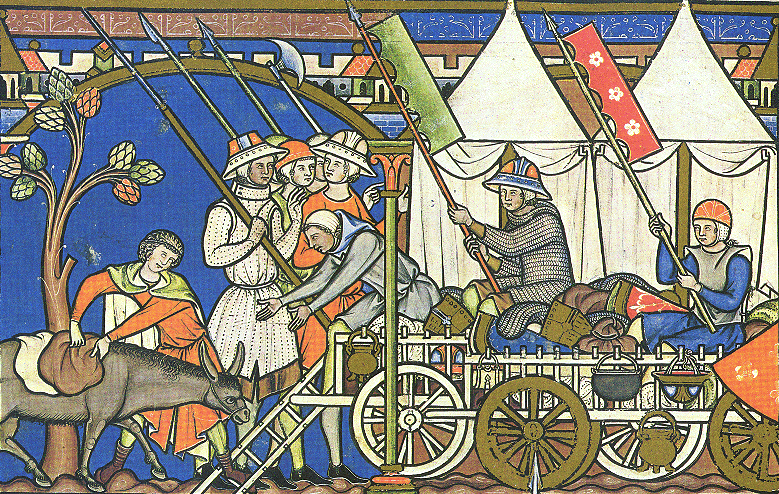
David lliura les provisions (fol. 27).

La Bíblia de Maciejowski, Bíblia dels croats, Bíblia del Sha Abbas, Bíblia de sant Lluís o Bíblia Morgan (pel fet que es conserva a la Biblioteca i Museu Morgan, Nova York, Ms M. 638) és una bíblia il·lustrada medieval de l'Antic Testament de 46 folis (en altres bibliografies es parla de 44).
Durant molt temps s'ha pensat que va ser creada per encàrrec de Lluís IX de França a mitjan dècada de 1240, però Allison Stones, després dels treballs d'altres medievalistes com François Avril, sosté que seria més probable que les il·luminacions fossin realitzades en els comtats del nord de França, al voltant de 1250.
Probablement, a l'origen, contindria només il·lustracions d'escenes de la Bíblia, apropant-se en gran manera a una novel·la d'aventures, organitzades cronològicament. A finals del segle xiii, estava probablement Nàpols, en mans de Carles d'Anjou, on s'afegirien en els marges, textos en llatí aclaridors de les escenes il·lustrades.
Reapareix tres-cents anys després tenint-la com a propietari el cardenal Bernard Maciejowski, bisbe de Cracòvia, que el lliura com a regal a Abbas I el Gran (Sha de Pèrsia) el 1604 (altres autors parlen de 1608) per pactar una aliança contra els turcs. Abbas va ordenar fer-hi inscripcions en persa per a la seva millor comprensió, traduint sobretot les inscripcions llatines existents a la Bíblia. Però també, trobant incòmodes tres fulles del manuscrit, que narraven la història on Absalom es revoltava contra el rei son pare, directament, les va arrencar del còdex.
Més tard, potser al segle xviii, s'hi van afegir noves inscripcions en judeo-persa. Al segle xix, sir Thomas Philipps el va comprar al grec Joannes Athanasiou i els seus hereus el van vendre a John Pierpont Morgan Jr el 1916. Dels tres folis arrencats, se'n conserven dos a la Biblioteca Nacional de França (MS nouv. ACQ. Lat. 2294) i el tercer al Museu J. Paul Getty, Los Angeles (Ms. 16).
La Bíblia de Maciejowski conté belles il·lustracions dels successos esdevinguts segons la Bíblia hebrea, però situats en el paisatge i els costums de la França del segle xiii, des d'una perspectiva cristiana i reforçada per textos escrits en tres alfabets i cinc idiomes (llatí, persa, àrab, judeo-persa i hebreu).
El manuscrit és una obra mestra de l'art gòtic, realitzada probablement per sis miniaturistes diferents. El seu estil recorda la pintura mural i alguns estudiosos l'assimilen i identifiquen amb els murals i vidrieres que en aquells moments s'estaven gestant a la Sainte-Chapelle de París.
El conjunt és un impressionant testimoni de la integració entre les paraules i les imatges, amb gran moviment i acció en els personatges. Els recreacionistas històrics, com els membres de la Societat per l'anacronisme Creatiu hi troben un valuós testimoni sobre la vestimenta, instruments musicals, armes i armadures de l'època medieval